# Uyuni

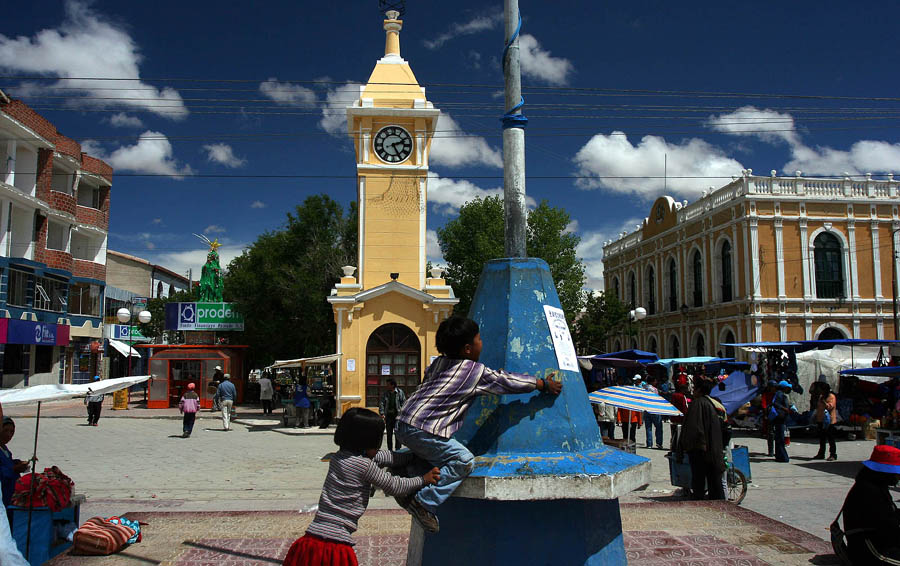
Uyuni

Uyuni är huvudort i provinsen Antonio Quijarro  i departementet Potosí i Bolivia. 